# Лукас, Тоатюа
Тоатюа Лукас (фр. Tauatua Lucas; родился 23 ноября 1994 года, Таити) — таитянский футболист, нападающий клуба «Тефана», играющего в чемпионате Таити по футболу.

## Клубная карьера
С 2010 года играет за «Тефану». В сезоне 2015/2016 стал чемпионом Таити.

## Карьера в сборной
За сборную сыграл на Кубке наций ОФК 2016. На турнире сыграл два матча: против сборной Папуа — Новая Гвинеи и против Соломоновых островов.

## Достижения
- Чемпион Таити: 2015/16